# De Koene Ridder
De Koene Ridder is een Belgische stripreeks getekend en geschreven door François Craenhals.
De eerste twintig albums werden uitgegeven door uitgever Casterman. Er zijn 25 albums van zijn hand verschenen. De verhalen gaan over Roland van Walburghe, leenman van koning Arthus. Zijn dochter Gwendoline is hopeloos verliefd op Roland de koene ridder. De koning vindt Roland van te lage komaf en verbiedt hun liefde.
Het leenschap Rastigne (Rougecogne) ligt in de Belgische Ardennen en Arthus is daarmee niet de Britse Koning Arthur. 
De Franse en originele titel van de serie is Chevalier Ardent. Craenhals vernoemde deze strip naar de strip Jean-Jacques Ardent van René Pellarin.

## Albums
De volgende titels zijn uitgebracht (soms in diverse uitvoeringen met harde en slappe kaft)
De reeks; gepubliceerd door Casterman:
1. 1970 : Le Prince noir - De Zwarte Prins
2. 1970 : Les Loups de Rougecogne - De Wolven van Rastigne
3. 1971 : La Loi de la steppe - De Wet van de Steppe
4. 1972 : La Corne de brume - De Misthoorn
5. 1973 : La Harpe sacrée - De Heilige Harp
6. 1974 : Le Secret du roi Arthus - Het Geheim van Koning Arthus
7. 1975 : Le Trésor du mage - De Schat van de Wijze
8. 1976 : La Dame des sables - Aïcha de Woestijnroos
9. 1977 : L'Ogre de Worm - De Reus van Worm
10. 1978 : La Princesse captive - De Gegijzelde Prinses
11. 1979 : La Révolte du vassal - De Opstand van de Leenman
12. 1980 : Les Chevaliers de l'apocalypse - De Ruiters van de Apocalyps
13. 1981 : Le Passage - De Geheime Doorgang
14. 1983 : Le Champion du roi - De Voorvechter van de Koning
15. 1985 : Le Piège - Valstrik in Kiev
16. 1987 : L'Arc de Saka - De Boog van Saka
17. 1989 : Yama, princesse d'Alampur - Yama, prinses van Alampur
18. 1991 : Retour à Rougecogne - Terug naar Rastigne
19. 1995 : La Fiancée du roi Arthus - De Verloofde van Arthus
20. 2001 : Les Murs qui saignent - De Bloedende Muren

Naast de hoofdreeks (verzamelingen van kortverhalen); gepubliceerd door Paul Rijperman: (deze uitgaven zijn moeilijker te vinden en daardoor duurder)
1. 1979 : La Tour Sarrasine - De Saraceense Toren
2. 1979 : La Salamandre - De Salamander
3. 1979 : Le Chien des Arboe - De Hond van Arboe
4. 1979 : Les Loups-Garous - De Weerwolven
5. 1981 : De Spookterp

## Postzegel
De Belgische posterijen hebben in mei 2003 een "priority" klasse postzegel van 49 eurocent uitgebracht in rasterdiepdruk met de Koene Ridder te paard.